# Pendolino

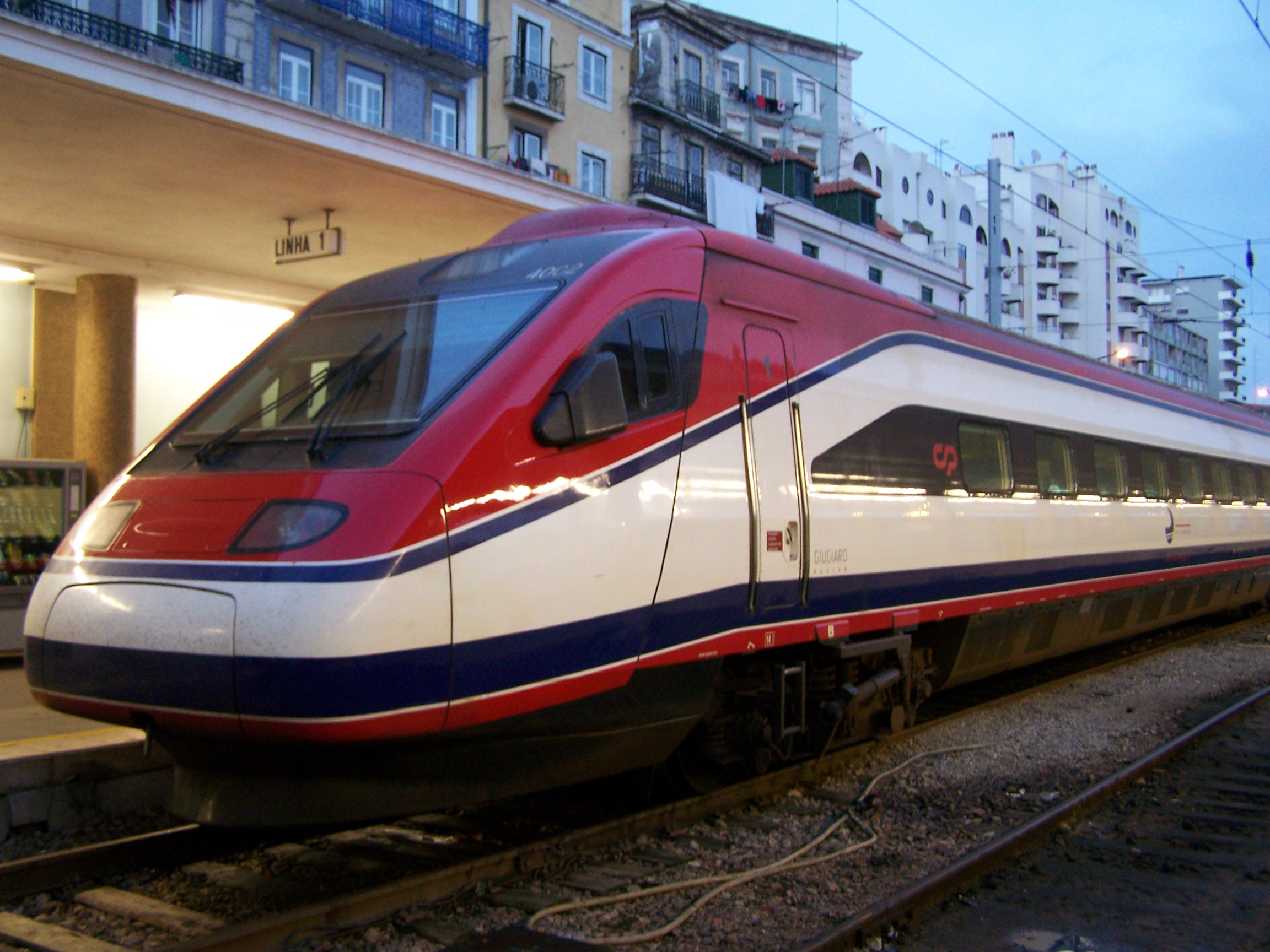
Portugiesischer Pendolino, die dritte Generation

Pendolino (von italienisch pendolo: Pendel) ist der Markenname für Triebzüge mit auf mehrere Wagen verteiltem elektrischen Antrieb von Alstom. Ursprünglich wurden alle Pendolino-Züge mit aktiver Neigetechnik geliefert, die Züge der vierten oder fünften Generation erhielten dagegen teilweise keine Neigetechnik. Die Neigetechnik ermöglicht es den Zügen, in Kurven schneller zu fahren als herkömmliche Züge. Die von Fiat entwickelte Neigetechnik „Tiltronix“ arbeitet elektro-hydraulisch.
Der Hersteller der Züge präsentiert sein aktuelles Angebot (2021) als fünfte Generation der Pendolino-Züge. Als erste Pendolino-Generation gilt der Versuchszug ETR 401, die zweite Generation vertritt alleine der ETR 450, die dritte Generation stellt der ETR 460 dar und die von diesem abgeleiteten Varianten ETR 470 für die Schweiz, der Dreisystemversion ETR 480 und ETR 485 sowie die Versionen für die Tschechische und die Finnische Eisenbahngesellschaft. Als vierte Generation werden der ETR 600/610 bezeichnet und als fünfte Generation der Alstom Avelia Pendolino, von dem die Baureihe ETR 675 in Betrieb ist.
ETR ist die Abkürzung von „ElettroTreno Rapido“ (italienisch), auf deutsch „Elektrischer Schnellzug“.
Im Volksmund werden auch Neigetechnikzüge, die nicht von Fiat stammen, als „Pendolinos“ oder „Pendolini“ bezeichnet (siehe Abschnitt unten).

## Geschichte

### Anfänge
Die Geschichte der Pendolinozüge begann 1969 mit der Entwicklung des ETR 401, der als reiner Versuchszug mit zwei Triebköpfen und zwei Zwischenwagen der Erprobung der aktiven Neigetechnik diente und, 1978 mit Fahrgastplätzen ausgerüstet, noch bis 1983 zwischen Rom und Ancona in Betrieb blieb. Er wurde danach als Versuchsträger umgebaut, mit dem Komponenten für die folgende Serie getestet wurden. Ab 1988 wurde der Zug auf Demonstrationsfahrten durch Europa geschickt. Zwischen 1994 und 2001 konnte er gemietet werden und wurde danach abgestellt.

### Zweite Generation

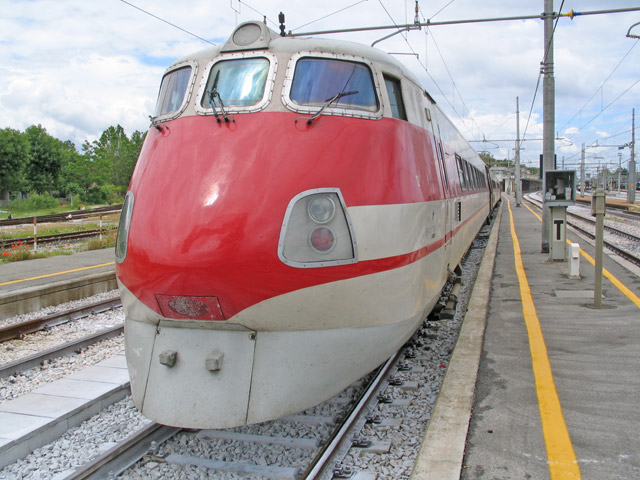
ETR 450, die zweite Generation

Nach diesen erfolgreichen Versuchen wurde 1984 der ETR 450 in einer Serie von 14 Zügen bestellt, von der 1985 die ersten Exemplare ausgeliefert wurden und den Betrieb auf der italienischen Neubaustrecke von Rom nach Rimini 1988 aufnahmen; ein 15. Zug wurde 1992 nachgebaut. Der ETR 450 ist für eine Höchstgeschwindigkeit von 250 km/h zugelassen und konnte in der Ebene bis zu 280 km/h erreichen.

### Dritte Generation

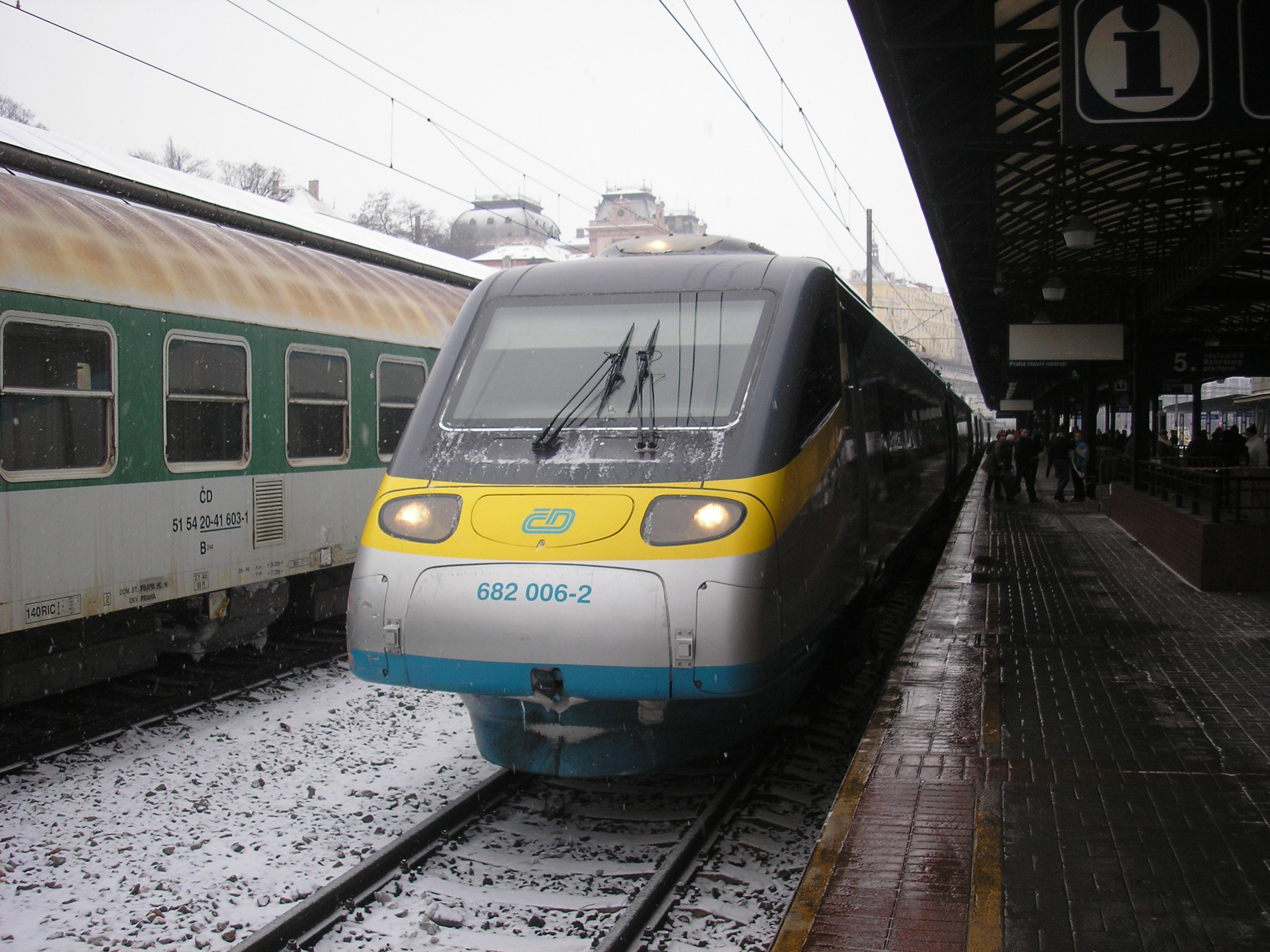
Tschechischer Pendolino, die dritte Generation

Sein Nachfolger ETR 460 wurde zum international verkauften Erfolgsmodell, dem der ETR 470 sowie als spätere Varianten ETR 480 und ETR 485 folgten. Der ETR 470 wurde bis 2014 für den alpenquerenden Verkehr nach Mailand eingesetzt, bis 2009 betrieben vom italienisch-schweizerischen Gemeinschaftsunternehmen Cisalpino. Zeitweise wurden diese Züge auch auf der Strecke Zürich–Stuttgart eingesetzt. Die Energiezufuhr kann neben dem italienischen Stromsystem auch das in der Schweiz und Deutschland übliche (15 kV bei 16,7 Hz) übernehmen. Der ETR 480 wurde für die Aufrüstung für 25 kV bei 50 Hz und ETCS Level 2 vorbereitet, die auf den Hochgeschwindigkeitsstrecken in Italien verwendeten Strom- und Zugsicherungssysteme. Die 15 Züge wurde nach deren Einbau als ETR 485 neu klassifiziert.
Drei der zehn ETR 460 sind nicht nur für die italienische Bahnstromversorgung mit 3000 Volt Gleichstrom eingerichtet, sondern auch für 1500 Volt Gleichstrom für den internationalen Verkehr nach Südfrankreich.
Der ETR 460 wurde auch nach Tschechien als ČD-Baureihe 680, nach Slowenien als SŽ-Baureihe 310 und nach Finnland als Sm3 verkauft. Die finnische Variante weist eine breitere Spurweite auf. Für die spanische RENFE wurden zehn Exemplare dieses Triebzuges mit der breiteren iberischen Spurweite in den spanischen Werken von Alstom und FIAT Ferroviario als Baureihe 490 gebaut. Sie werden als Zugkategorie Alaris eingesetzt. Für dieselbe Spurweite wurden von Alstom im portugiesischen Amadora zehn Züge für die portugiesische Bahngesellschaft als Alfa Pendular (Serie 4000) gebaut, die ab 1999 in Dienst gestellt wurden.

### Vierte Generation

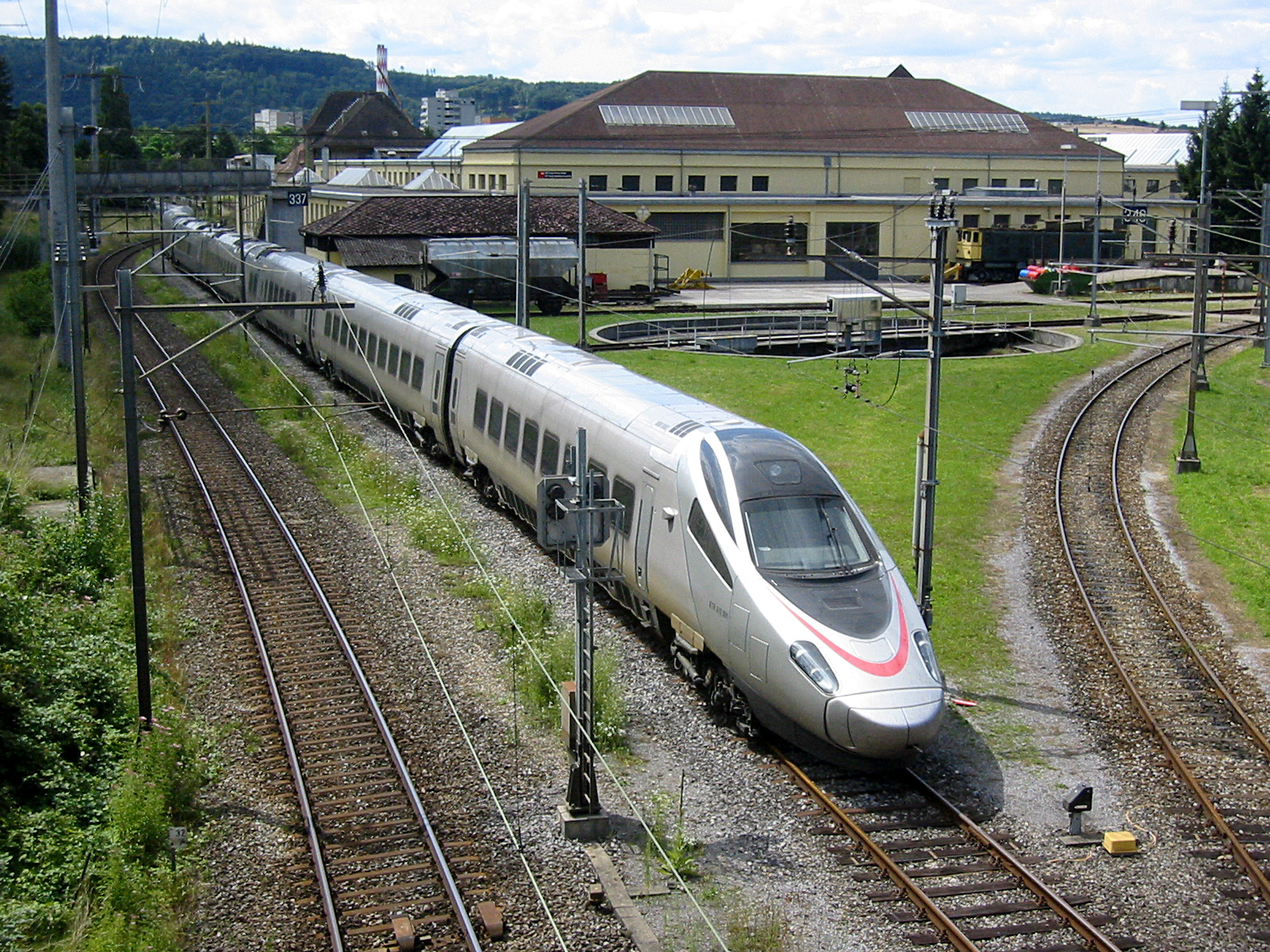
ETR 610, die vierte Generation

Die vierte Generation des Pendolino ist der ETR 600 und dessen Variante mit drei Stromsystemen, der CIS ETR 610.
Am 30. Mai 2011 hat Alstom den Kauf von 20 New Pendolino-Zügen durch die polnische PKP Intercity bekanntgegeben. Diese Züge werden ohne Neigetechnik gebaut. Der Auftrag hat einen Wert von 665 Millionen Euro und umfasst neben der Lieferung der Züge auch den Bau eines neuen Depots in Warschau und die Wartung der Züge für 17 Jahre. Das erste Fahrzeug der PKP-Baureihe ED250 wurde am 17. Juni 2013 vorgestellt. Seit dem 14. Dezember 2014 befinden sich die Züge im Planbetrieb.

### Fünfte Generation

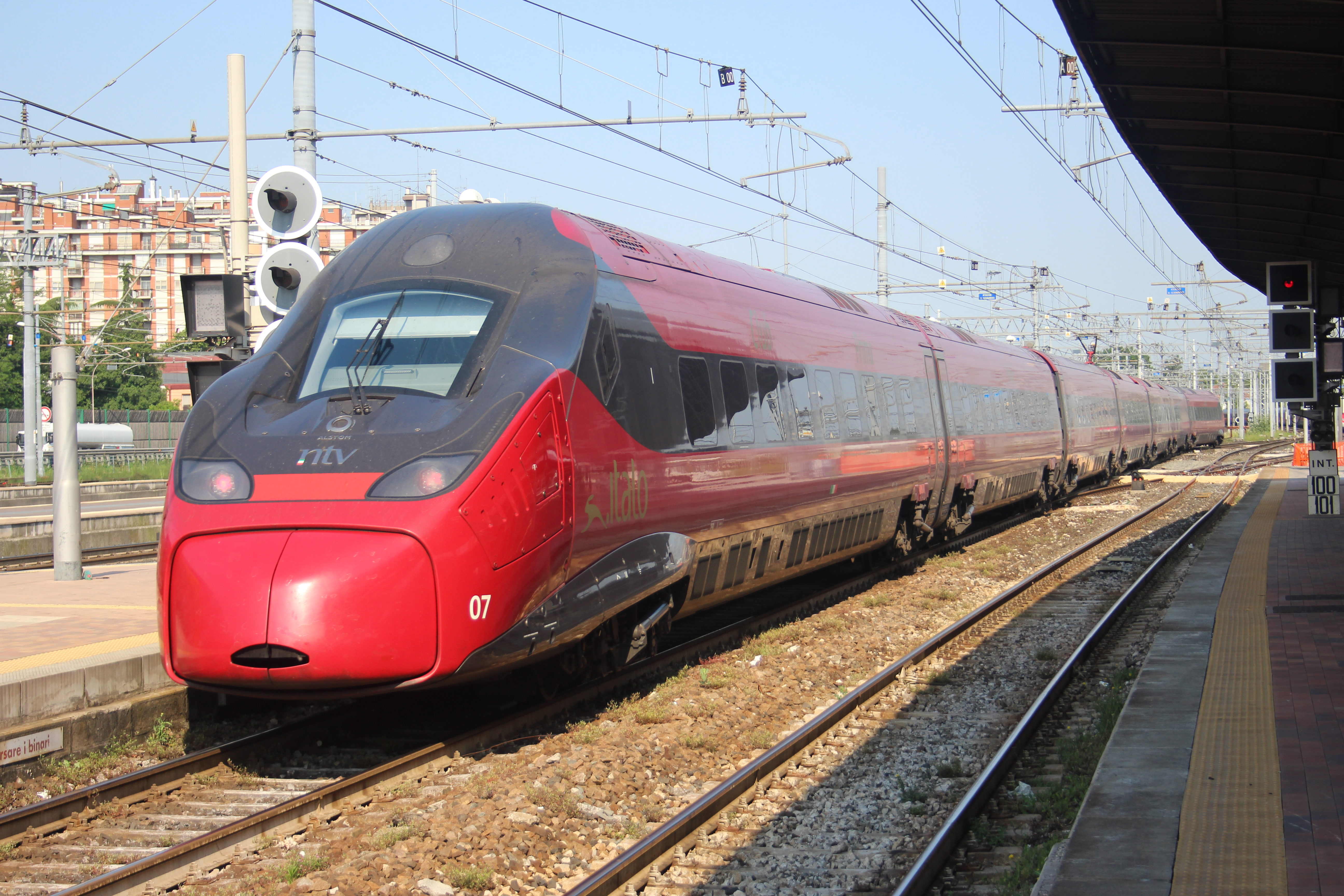
Pendolino EVO von NTV, die fünfte Generation

Als Folge der 2014 überarbeiteten Technische Spezifikationen für die Interoperabilität wurde auch der Pendolino einer Entwicklung unterzogen.
Erstkunde dieser überarbeiteten Variante mit neu gestalteten Frontpartien wurde das italienische Eisenbahnverkehrsunternehmen NTV. Die erste Bestellung über 12 siebenteilige Züge mit der Bezeichnung ETR.675 erfolgte im Oktober 2015, im September 2016 folgte die Einlösung einer Option von fünf weiteren Zügen. Die Triebzüge enthalten auf Kundenwunsch keine Neigetechnik. Die zunächst Nuovo Pendolino oder Pendolino EVO genannte Baureihe wurde im Zuge der Konsolidierung des Alstom-Konzerns in die Avelia-Familie eingegliedert und wird seitdem als Avelia Pendolino vermarktet. Schließlich wurden im Juli 2018 nochmals weitere fünf Fahrzeuge bestellt, somit umfasst diese Flotte insgesamt 22 Züge. Deren Wartung übernimmt über einen Zeitraum von 30 Jahren ab Auslieferung 2017 bis 2018 der Hersteller Alstom Ferroviaria. Neben 479 Sitzplätzen werden auch zwei Rollstuhlplätze angeboten. Der Fahrplaneinsatz des Avelia Pendolino begann zum Fahrplanwechsel im Dezember 2017.

## Übersicht
| Typ                | Generation | Baujahre  | Bahn          | Anzahl | Hersteller                             | Wagen    | Vmax     | Länge   | Leermasse | Dauerleistung | Bemerkung |
| ------------------ | ---------- | --------- | ------------- | ------ | -------------------------------------- | -------- | -------- | ------- | --------- | ------------- | --- |
| ETR 401            | 1          | 1969      | FS            | 1      | Fiat Ferroviaria                       | 4        | 250 km/h | 105,9 m | 161 t     | 1.800 kW      | Versuchszug |
| ETR 450            | 2          | 1985–1992 | FS            | 15     | Fiat Ferroviaria                       | 8 bzw. 9 | 250 km/h | 234 m   | 435 t     | 5.008 kW      | nachträglich Speisewagen eingebaut                                                                                            |
| ETR 460            | 3          | 1993–1995 | FS            | 10     | Fiat Ferroviaria                       | 8        | 250 km/h | 236 m   | 440 t     | 5.880 kW      | 3 Stück zusätzl. mit 1500 V Gleichstrom                                                                                       |
| ETR 470            | 3          | 1993–1996 | Cisalpino     | 9      | Alstom Ferroviaria, Alstom Sesto       | 9        | 200 km/h | 236,6 m | 451 t     | 5.880 kW      | zusätzl. für 15 kV, 16,7 Hz ausgerüstet; 2009 nach Auflösung Cisalpino AG: 5 Trenitalia 4 SBB                                 |
| Sm3                | 3          | 1995–2006 | VR            | 18     | Fiat Ferroviaria Rautaruukki-Transtech | 6        | 220 km/h | 158,9 m | 328,0 t   | 4.000 kW      | basiert auf ETR 460 |
| ETR 480 ETR 485    | 3          | 1997–1998 | Trenitalia    | 15     | Fiat Ferroviaria                       | 9        | 250 km/h | 236,6 m | 409 t     | 5.880 kW      | Umzeichnung in ETR 485 nach zusätzl. Ausrüstung für 25 kV, 50 Hz                                                              |
| Baureihe 490       | 3          | 1998–1999 | RENFE         | 10     | GEC Alsthom, Fiat-SIG, Parizzi         | 3        | 220 km/h | 81,2 m  | 171,0 t   | 1.960 kW      | basiert auf ETR 460 |
| Baureihe 4000      | 3          | 1999–2000 | CP            | 10     | Fiat, ADtranz, Siemens                 | 6        | 220 km/h | 158 m   | 298 t     |               | basiert auf ETR 460 |
| Baureihe 310       | 3          | 2000      | SŽ            | 3      | Fiat                                   | 3        | 200 km/h | 81,2 m  | 171 t     | 1.960 kW      | basiert auf ETR 460 |
| Baureihe 680       | 3          | 2003–2005 | ČD            | 7      | Alstom Ferroviaria                     | 7        | 230 km/h | 185,3 m | 384,0 t   | 3.920 kW      | basiert auf ETR 470 |
| ETR 600            | 4          | 2007 –    | Trenitalia    | 12     | Alstom                                 | 7        | 250 km/h | 187,4 m | 387 t     | 5.500 kW      | zusätzl. für 25 kV, 50 Hz ausgerüstet                                                                                         |
| ETR 610 / RABe 503 | 4          | 2007 –    | Cisalpino     | 14     | Alstom                                 | 7        | 250 km/h | 187,4 m | 387 t     | 5.500 kW      | zusätzl. für 25 kV, 50 Hz und 15 kV, 16,7 Hz ausgerüstet; 2009 nach Auflösung Cisalpino AG: 7 Trenitalia 7 SBB (als RABe 503) |
| Sm6                | 4          | 2010      | VR und RZD    | 4      | Alstom                                 | 7        | 220 km/h | 184,8 m |           | 5.500 kW      | |
| SBB RABe 503       | 4          | 2012/2015 | SBB           | 8+4    | Alstom                                 | 7        | 250 km/h | 187,4 m | 387 t     | 5.500 kW      | 25 kV/50 Hz & 15 kV/16,7 Hz Besonderheit: Leichterer Restaurantwagen zur Einhaltung der Achslast in NT-Betrieb                |
| ED250              | 4          | 2014 –    | PKP Intercity | 20     | Alstom                                 | 7        | 250 km/h | 187,4 m | 395,5 t   | 5.664 kW      | ohne Neigetechnik, Spannungssysteme: 3000 V DC, sowie 25 kV, 50 Hz und 15 kV, 16,7 Hz                                         |
| ETR.675            | 5          | seit 2015 | NTV           | 26     | Alstom Ferroviaria                     | 7        | 250 km/h | 187,3 m | 407 t     | 5.500 kW      | ohne Neigetechnik, Erfüllung TSI 2014, Spannungssysteme: 3000 V DC und 25 kV, 50 Hz                                           |

## Sonderformen

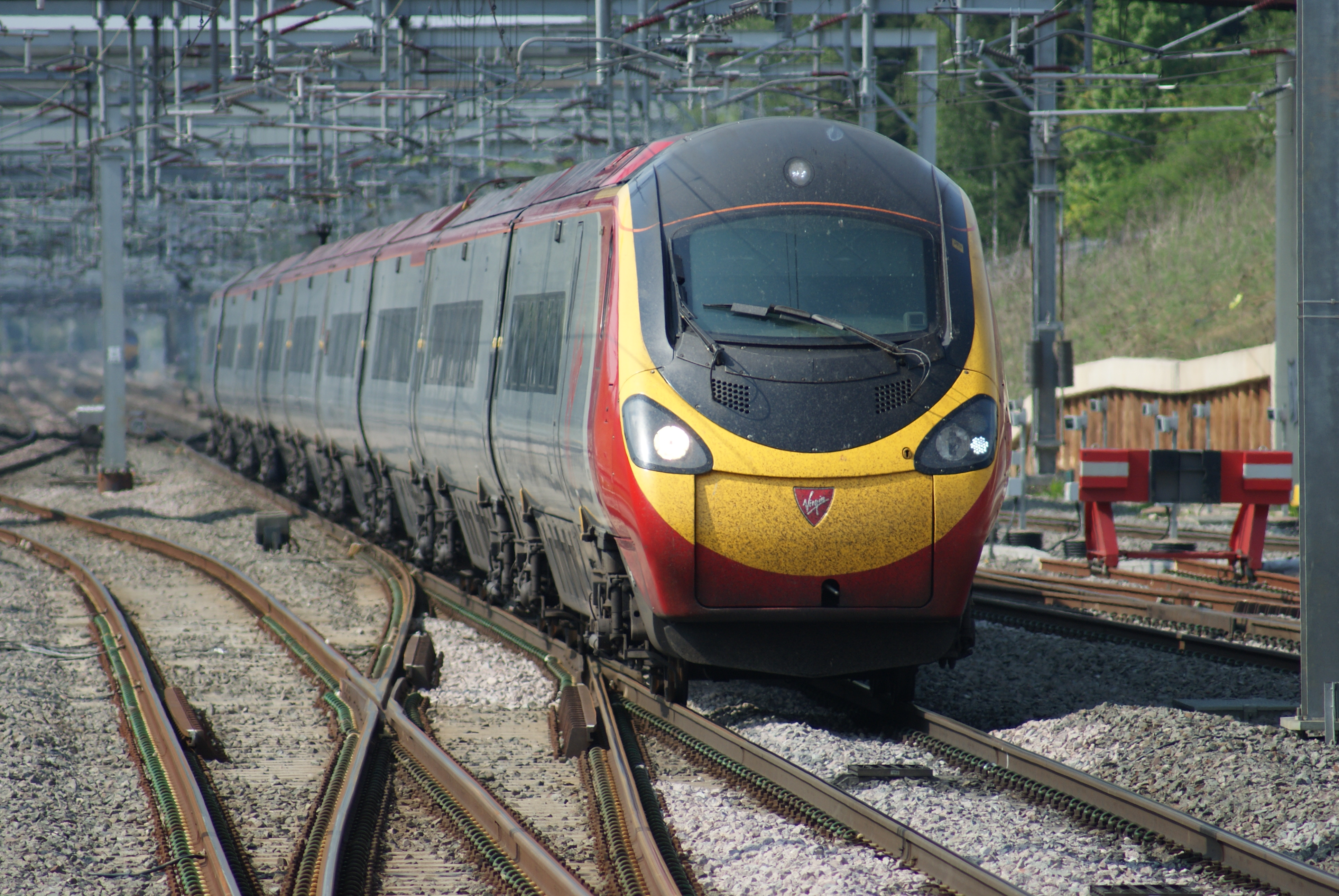
Pendolino Britannico in Virgin-Farbgebung

Für den Intercity-Verkehr auf der West Coast Main Line in Großbritannien wurde ein „Pendolino Britannico“ entwickelt, dessen Wagenkasten sich deutlich von allen anderen unterscheidet, weil er an das kleinere britische Lichtraumprofil angepasst werden musste. Diese Triebzüge werden als Klasse 390 geführt.
Für den chinesischen Hochgeschwindigkeitsverkehr wurde der CRH5 entwickelt. Im Unterschied zum ETR 600 haben die Züge breitere Wagenkästen im chinesischen Lichtraumprofil und keine Neigetechnik.

## Züge anderer Hersteller mit Fiat-Neigetechnik

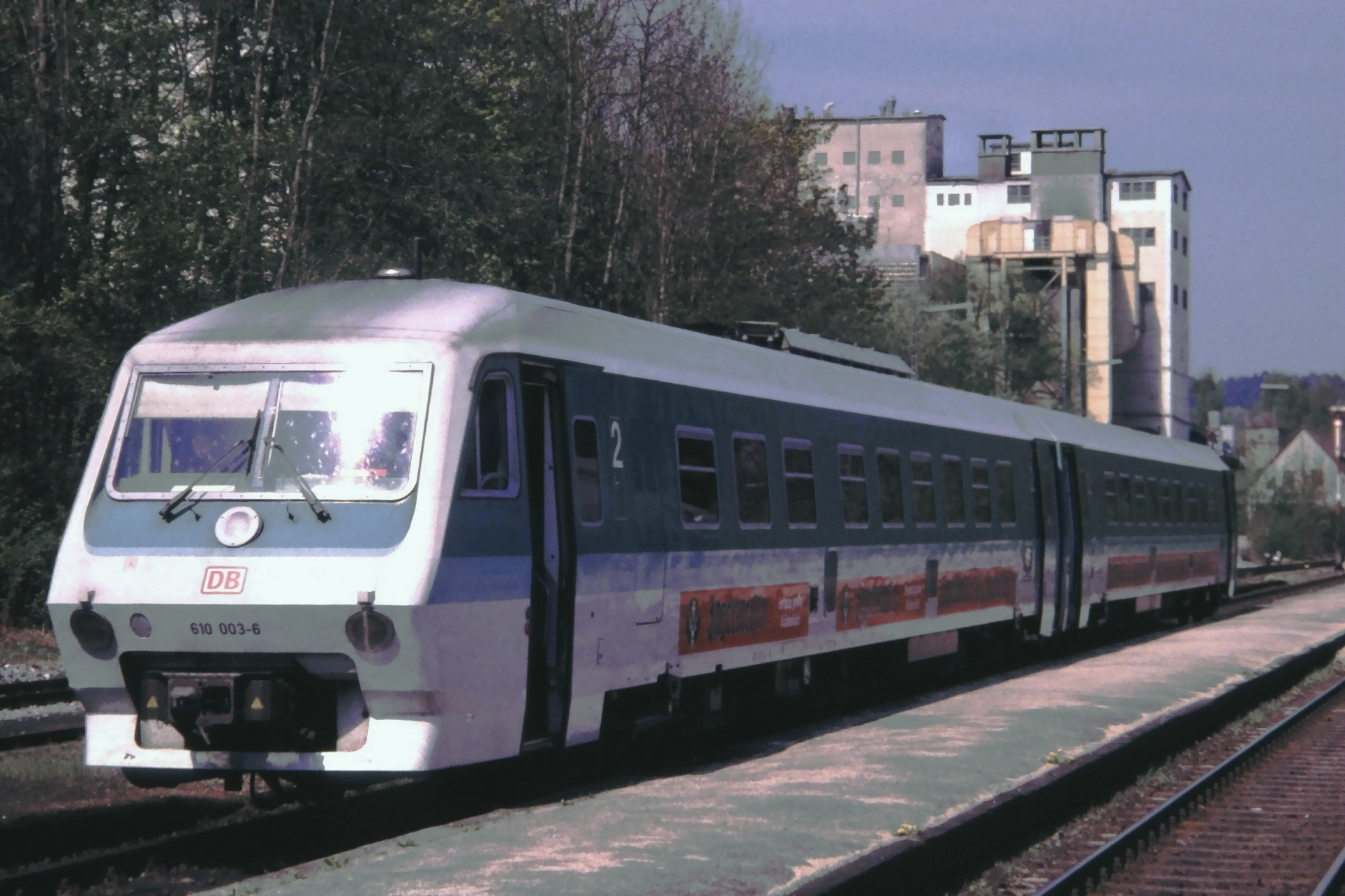
Triebzug der DB Baureihe 610 mit Fiat-Neigetechnik in Sulzbach-Rosenberg

Im Volksmund werden auch Neigetechnikzüge von anderen Herstellern, die mit Fiat/Alstom-Neigetechnik ausgestattet wurden, als „Pendolinos“ bezeichnet:
- Deutschland: Baureihe 610 und ICE T[10]

dagegen wurden der ICE TD der Deutschen Bahn mit Neigetechnik von Siemens und die Baureihen 611 und 612 mit der von ADTranz entwickelten Neicontrol-E ausgerüstet, welche sich nicht bewährte.
Neigetechnik entwickelt von Fiat-SIG:
- Schweiz: SBB RABDe 500/ICN[12]
- Großbritannien: Pendolino Britannico

Ein anderes weit verbreitetes System mit Neigetechnik, die allerdings nicht von Fiat bzw. Alstom stammt und passiv funktioniert, ist der spanische Talgo Pendular.